# نووه دووری (ناحیه پریبرام)
نووه دووری (ناحیه پریبرام) (به چکی: Nové Dvory) یک منطقهٔ مسکونی در جمهوری چک است که در ناحیه پریبرام واقع شده‌است.